# Gare de Bastia
La gare de Bastia est une gare ferroviaire française terminus de la ligne de Bastia à Ajaccio (voie unique à écartement métrique), située au centre-ville de Bastia dans le département de la Haute-Corse, en région Corse.
La gare d'origine, construite par l'État est mise en service en 1888 par la Compagnie de chemins de fer départementaux (CFD). Son bâtiment voyageurs détruit en 1943 par un bombardement, fut finalement reconstruit en 1981. C'est la gare principale et le siège des Chemins de fer de la Corse (CFC), situé dans un bâtiment à étages accolé au bâtiment principal. 

## Situation ferroviaire
Établie à 8 mètres d'altitude, la gare terminus de Bastia est l'origine, au point kilométrique (PK) 0,00 de la ligne de Bastia à Ajaccio (voie unique à écartement métrique). Elle est située sur un terrain au Nord du "tunnel de la Torreta"  qui débouche sur la gare de Lupino en partant vers le Sud.
Elle dispose de trois voies en impasse avec heurtoirs pour les arrivées et départs et de six voies de service du dépôt, sur l'arrière à l'Ouest du bâtiment administratif de la gare, pour le garage du matériel et une remise de quatre voies accolée à un atelier.

## La première gare 1888
Après un début de travaux en février 1880 portant sur le percement du tunnel de la Torreta de 1 422 m de long, immédiatement après la sortie de la future gare, celle-ci est livrée au service commercial lors d'une grande fête le 1er février 1888 à l'occasion de l'inauguration de la section de Bastia à Corte. La voie était posée depuis plusieurs années. En 1885, un projet avait été prévu de construire un raccordement essentiellement souterrain vers le port de Bastia, mais finalement l'embranchement portuaire fut posé en surface sur l'avenue de la gare, l'actuelle avenue du maréchal Sébastiani. La mise en service de cet embranchement interviendra vraisemblablement en automne 1892, moment de parution du décret fixant ses règles d'exploitation. La gare de Bastia devient le siège de l'administration et des ateliers d'entretien et de garage du réseau, desservie également par des trains de la ligne de la côte orientale corse et la mise en service des autorails sur la ligne de Ponte-Leccia à Calvi, depuis cette dernière ville.
Le bâtiment-voyageurs initial se situait vers l'Est et non vers l'Ouest des voies à quai, comme c'est le cas du bâtiment actuellement, et plus précisément sur l'emplacement de l'actuel rond-point du Maréchal Leclerc, dans un environnement à l'époque sans constructions importantes. L'avenue de la gare se terminait en impasse sur la place de la gare, l'avenue Jean-Zuccarelli n'existant pas encore. L'architecture de la gare était semblable à celle d'Ajaccio, mais contrairement à cette dernière, le bâtiment était implanté parallèlement et non perpendiculairement aux voies. Il fut incendié par un bombardement allié le 4 octobre 1943, survenu inutilement quelques heures après le départ et l'embarquement des derniers soldats Allemands, le jour de la Libération de la Corse. La reconstruction se fit en simplifiant l'architecture d'origine, avec une seule aile latérale et sans étage. L'aile latérale a par ailleurs été utilisée comme terminal urbain d'Air France, point de départ des autocars vers l'aéroport de Bastia Poretta. Sinon, la configuration de la gare est restée inchangée après-guerre. Depuis les deux extrémités de la gare voyageurs, deux voies partaient vers la place et se rejoignaient au début de l'avenue de la gare, pour déboucher sur l'embranchement portuaire du port de Bastia. Il n'y avait que deux voies à quai. À gauche de la place de la gare, se trouvait la remise à voitures dotée de cinq voies, donc deux desservies uniquement par un pont transbordeur extérieur. La remise était déjà désaffectée en 1970. Derrière la gare voyageurs, c'est-à-dire vers l'Ouest, se situait la cour à marchandises, avec une grande halle, une rampe mais seulement quatre voies pour le chargement et déchargement des wagons de marchandises. L'emprise de la halle à marchandises a également disparue avec la construction du rond-point. Encore plus vers l'Ouest, l'on trouvait finalement un atelier, démoli lui aussi. De l'ancienne gare, subsistent actuellement la remise à autorails accolée à un atelier, qui lui est aussi désaffecté. À son développement maximal, la gare de Bastia comportait moins de quarante aiguillages,.
Pendant les années 1960 déjà, la gare de Bastia ne donne plus l'image d'une activité florissante ; le trafic de marchandises est devenu faible, et le trafic de banlieue n'existe pas encore. Vers 1970, du matériel désaffecté garé en attente d'une hypothétique révision occupe une bonne partie des voies du dépôt. Le 6 janvier 1973, la Société générale de chemins de fer et de transports automobiles gestionnaire du service, instaure des navettes de banlieue pour Biguglia. À la même période, la municipalité de Bastia développe un projet d'urbanisme qui inclut la reconversion d'une grande partie des emprises de la gare. La réalisation la plus importante est la nouvelle préfecture de la Haute-Corse, construite sur l'extrémité Nord de l'ancienne gare. Sa démolition étant prévue pour début 1977, elle est finalement détruite par un attentat à l'explosif en décembre 1976. Quoi qu'il en soit, le personnel de la gare et de la direction, tout comme les voyageurs, doivent se contenter de bâtiments provisoires préfabriqués pendant quatre ans. Les ateliers déménagent vers la gare de Casamozza et sont inaugurés en juin 
1978 par le président de la République, Valéry Giscard d'Estaing lors de sa venue en Corse.

## La Nouvelle Gare 1981
Les nouveaux bâtiments de la gare, en béton armé avec un revêtement partiel de plaques d'ardoise, ne seront achevés qu'en 1981. Une phrase du discours du président de la République Valéry Giscard d'Estaing s'avère prémonitoire pour ces nouveaux locaux.
« Trop souvent, dans le passé, l'État a cherché à compenser des années d'indifférence par une générosité improvisée, hâtive, et parfois honteuse d'elle-même... ». 
Justement, les finitions de la nouvelle gare et du bâtiment administratif du réseau sont inachevés en partie, et faute de crédits, les agents découvrent lors de leurs emménagements, des locaux entièrement vides, sans les moindres meubles de classements, ni chaises et bureaux. De surcroît, le bâtiment est truffé de nombreuses malfaçons. Six ans après son entrée en service, des dégradations sont déjà nettement visibles, et des plaques d'ardoise de la façade tombent régulièrement sur le parking situé vers l'arrière du bâtiment administratif.
Courant 2020, l'ancien dépôt fut fermé, puis les installations furent démolies en février 2022 pour laisser place à une opération immobilière. Les activités d'entretien et de remisage encore effectuées à Bastia, ont été transférées aux ateliers de Casamozza.

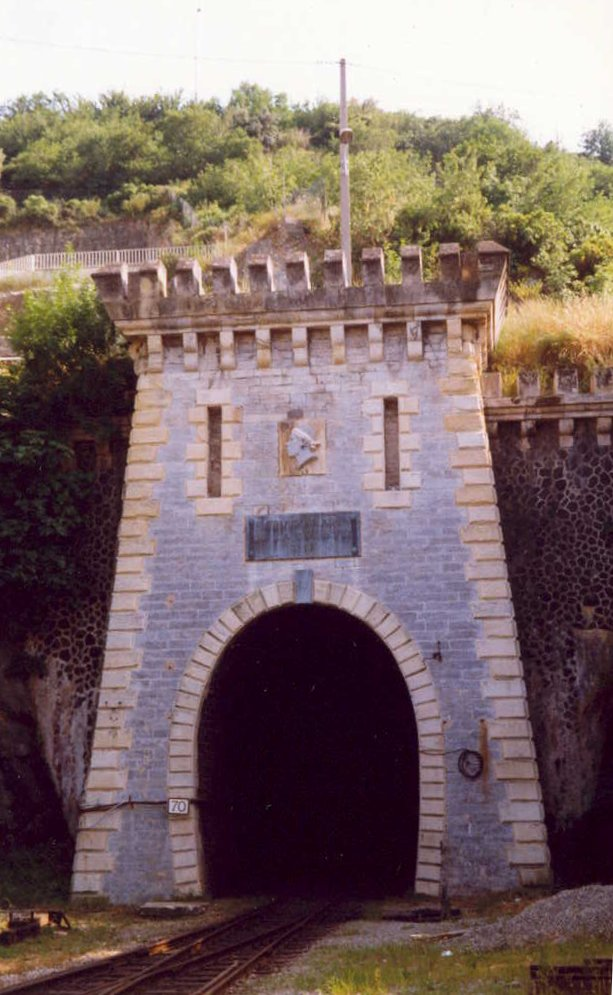
Portail de l'entrée Nord du "tunnel de la Torreta", vue depuis la voie de sortie du dépôt.
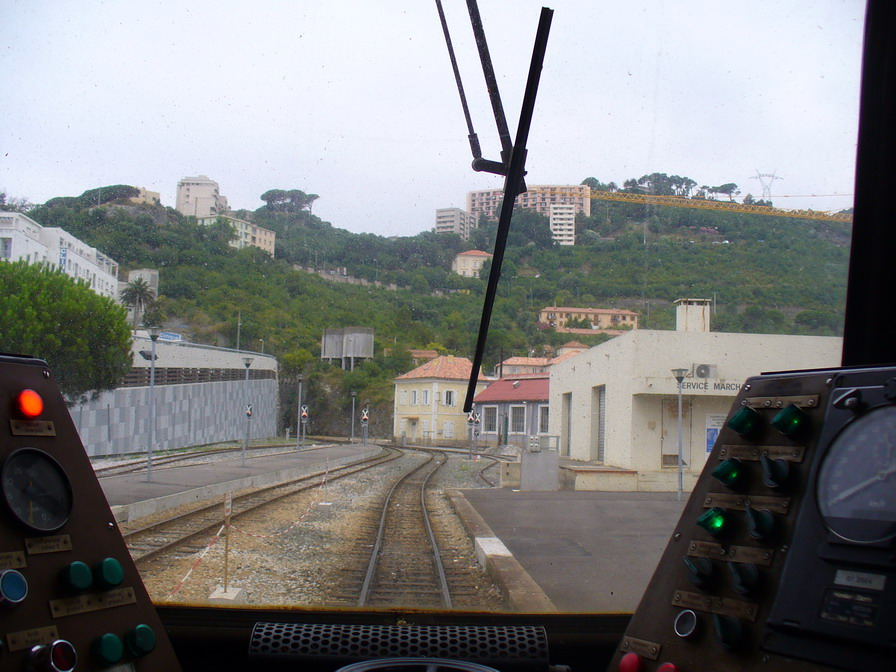
Vue depuis une cabine de conduite d'un AMG 800, stationné en gare en direction du tunnel.
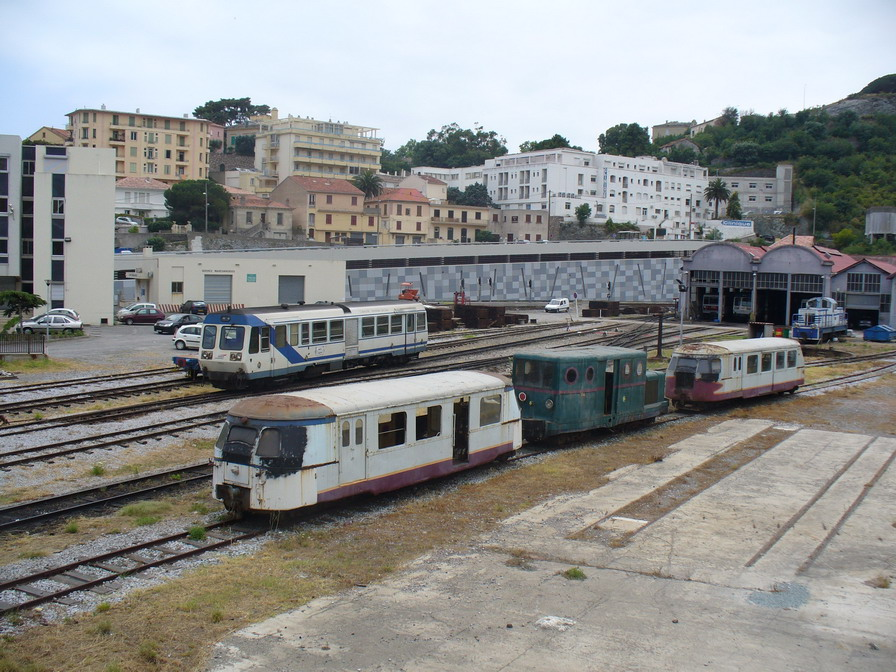
Vue des voies du dépôt avec motrice X 97050, 2 remorques blanches "Billard" réformés, "la bête de Calvi" tracteur n° 114 au milieu, Bâtiment administratif à étages à gauche. A droite remises à autorails et atelier.
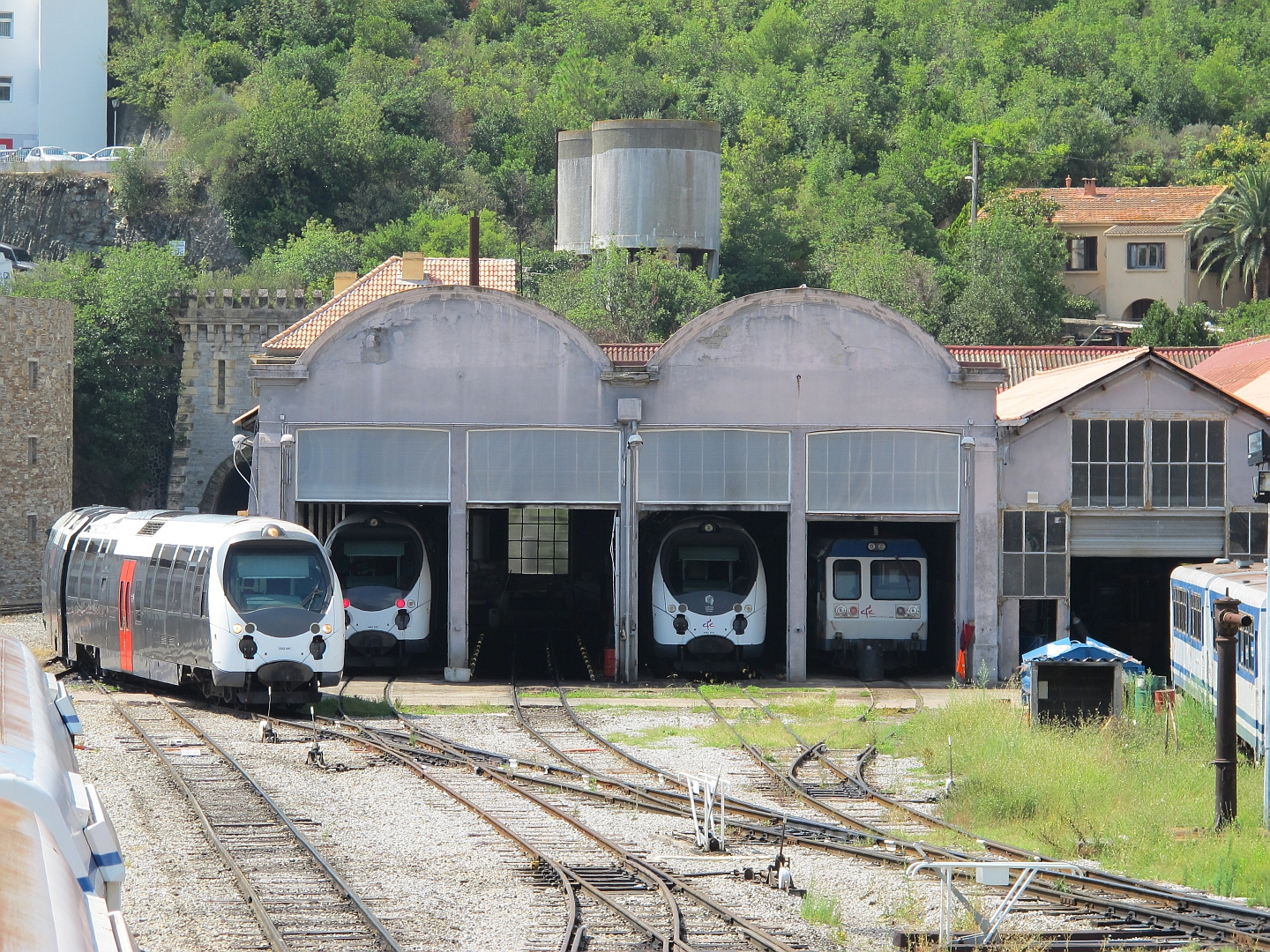
Bâtiments de l'ancien dépôt des CFC démolis en 2022.

## Service des voyageurs

### Accueil
Gare principale terminus des CFC, elle dispose d'un bâtiment voyageurs, avec guichets ouverts tous les jours.

### Desserte
Bastia est desservi par des trains CFC « grande ligne » des relations : Bastia - Ajaccio, ou Corte, et Bastia - Calvi. C'est également la gare principale du « Secteur périurbain de Bastia » desservie par des trains CFC de la relation Bastia - Casamozza.

### Intermodalité
.

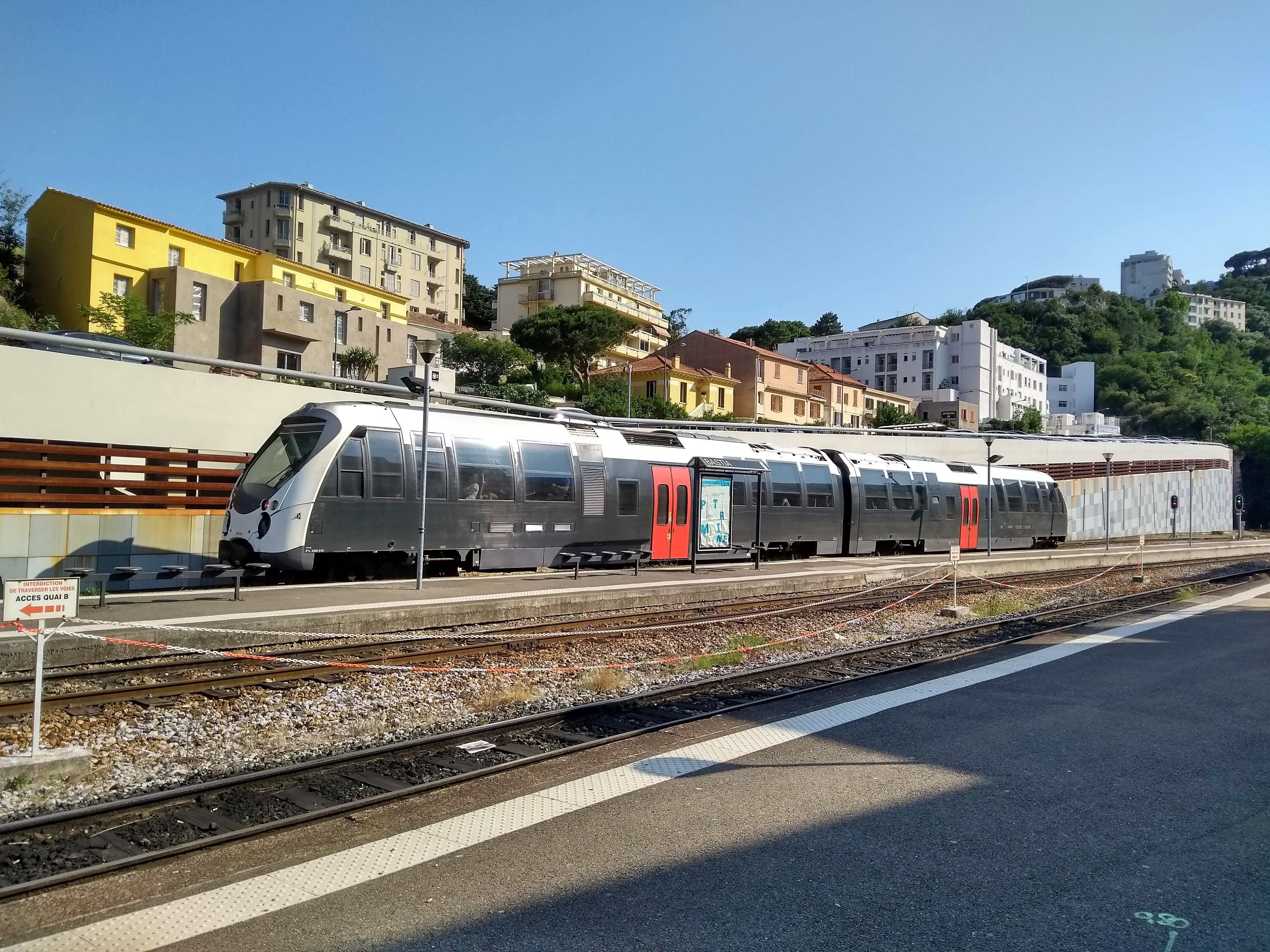
AMG 800 (Autorail Métrique Grand confort) à quai prêt au départ

Un parking pour les véhicules y est aménagé. Il dessert le centre ville de Bastia.